# مکریوم رفلکت
نرم‌افزارمکریوم رفلکت یا Macrium Reflect یک نرم‌افزار حرفه‌ای و قابل اعتماد است که برای کمک به گردانندگان در ساخت نسخه پشتیبان از فایل‌ها و درایوهای هارد و همچنین ساخت نگاشت از هارد دیسک، آفریده شده‌است. با پشتیبان‌گیری می‌توان از اسناد شخصی و با ارزش موجود در رایانه مانند انواع فایل‌های نگاره‌ها، آهنگ و ... و همچنین دانستار موجود در ایمیل نگهداری کرد. با استفاده از Macrium Reflect می‌توان یک نگاشت سراسری از همه بخش‌ها، فایل‌ها و پرونده‌ها را در چهارچوب یک فایل فشرده و mountable که توانایی بارگذاری بر روی دیسک انگاری (Virtual Disk) را فراهم می‌کند، آماده نمود. در هنگام بازگردانی دانستارها با بهره‌گیری از نگاشت موجود، یک رونوشت سراسری از هارد دیسک داشت و دیگر نگرانی برای از دست رفتن دانستارهای با ارزش از سوی عواملی مانند ویروس‌ها و سوارکردن سیستم عامل تازه، نداشت.

## توانایی های کلیدینرم‌افزارMacrium Reflect
- میانرخ کاربری آسان با پشتیبانی از Drag و Drop
- شبیه سازی مستقیم هارد دیسک
- امکان تغییر اندازه دوباره بخش‌ها پس از بازگردانی
- تهیه نسخه پشتیبان (بازگردانی) سراسر هارد دیسک یا برخی از پارتیشن ها
- پشتیبانی از درایور WinPE
- پشتیبانی از UEFI
- بازیابی فایل‌ها و پوشه‌های تنها با ساخت یک درایو انگاری در ویندوز
- ساخت دیسک یاری بر پایه Linux به همراه دسترسی به شبکه و یک میانرخ کاربری گرافیکی
- سرپرستی فضای دیسک
- زمانبندی ساخت پشتیبان
- ساخت نگاشت از روی شبکه، دستگاه‌های USB و FireWire و حتی DVD
- سرعت بالا
- پشتیبانی از درایوهای IDE، SATA، SCSI،USB و IEEE1394
- پشتیبانی از فایل‌های سیستمی NTFS (همه نسخه ها)، FAT16،FAT32 و Ext2/3FS
- پشتیبانی از CD-R,CD-RW, DVD-R,DVD-RW,DVD R,DVD RW,DVD-R DL, DVD R DL

## بنمایه
- مشارکت‌کنندگان ویکی‌پدیا. «مکریوم رفلکت». در دانشنامهٔ ویکی‌پدیای انگلیسی، بازبینی‌شده در ۷ دسامبر ۲۰۱۳.